# Sphenacodontoidea
Los esfenacodontoideos (Sphenacodontoidea) son un clado que incluye al más reciente ancestro común de la familia Sphenacodontidae y los terápsidos y todos sus descendientes (incluyendo a los mamíferos). Se definen de acuerdo a un número de características especializadas concernientes a proporciones de los huesos del cráneo y de los dientes. 
Los Sphenacodontoidea evolucionaron de los primitivos Sphenacodontia como Haptodus a través de un número de etapas transicionales de pelicosaurios pequeños y poco especializados.

## Taxonomía y filogenia
- Suborden Eupelycosauria
  - Sphenacodontia
    - Sphenacodontoidea
      - Familia †Sphenacodontidae
        - †Ctenorhachis
        - †Ctenospondylus
        - †Dimetrodon
        - †Neosaurus
        - †Secodontosaurus
        - †Sphenacodon
        - †Steppesaurus

      - †Tetraceratops
        - Orden Therapsida
          - Clase Mammalia